# 弗金山
弗金山（英語：Virgin Hill）是南極洲的山峰，位於詹姆斯羅斯島，海拔高度665米，在1978年由阿根廷的探險隊所命名，該山峰現時由南極條約體系管理。